# هانیبال (فیلم ۲۰۰۱)
هانیبال (به انگلیسی: Hannibal) یک فیلم ترسناک آمریکایی است که اقتباسی از رمانی به همین نام به قلم توماس هریس محسوب می‌شود. کارگردانی این فیلم را ریدلی اسکات بر عهده داشته‌است. این فیلم که محصول سال ۲۰۰۱ میلادی می‌باشد، دنبالهٔ فیلم سکوت بره‌ها محسوب می‌شود.

## خلاصه داستان
۱۰ سال پس از موفقیت کلاریس استارلینگ (با بازی جولیان مور) در پروندهٔ بیل بوفالو و ارتقای کلاریس در کارش و تبدیل شدن به یک مأمور ویژهٔ اف‌بی‌آی، پروندهٔ هانیبال لکتر (با بازی آنتونی هاپکینز) را که در قسمت قبل از تیمارستان فرار کرده‌است را به وی می‌سپارند.
در این میان مردی ثروتمند به نام میسون ورگر که تنها قربانی زندهٔ هانیبال لکتر است، (با بازی گری اولدمن) می‌خواهد از دکتر لکتر که در حالت مستی از وی خواسته بود تا پوست خودش را بِکَند، انتقام بگیرد.
دکتر لکتر هم در این مدت، در کتابخانه‌ها و موزه‌ها، نشست‌های ادبی تشکیل می‌دهد و برای مردم در مورد هنر و تاریخ سخنرانی می‌کند. در میان شنوندگان، شخصی به نام پازی (با بازی جانکارلو جانینی) در اطلاعیه‌ای متوجه می‌شود که نام دکتر لکتر جزو ده نفری است که اف‌بی‌آی در پی آنهاست و در صورت معرفی وی، ۳ میلیون دلار می‌پردازند. پازی با برقراری رابطه‌ای دوستانه با دکتر لکتر، به ظاهر اعتماد او را جلب می‌کند و با نقشه‌ای، اثر انگشت او را به دست می‌آورد.
پازی پس از اهدا کردن اثر انگشت به اف بی آی، نیمی از پول جایزه را به دست می‌آورد ولی در مقابل لو دادن مکان دکتر مقاومت می‌کند و شخصا پرونده را در دست می‌گیرد اما قبل از اینکه کاری کند، دکتر متوجه وی شده و وی را گیر می‌اندازد و با تهدید پازی که خانواده‌اش را می‌خورد، اطلاعاتی به دست می‌آورد و سپس به روش اعدام قدیمی، شکم پازی را پاره و او را اعدام می‌کند و دل و روده های پازی را کف خیابان می‌ریزد.
پس از آن دکتر به آمریکا برمی‌گردد تا استارلینگ را پیدا کند اما افراد ورگر او را بی‌هوش می کنند و به خانه ورگر می برند تا شب او را با شکنجه بکشند، اما درست هنگامی که ورگر و افرادش قصد داشتند هانیبال را بکشند، استارلینگ سر می رسد و لکتر را نجات می‌دهد و ورگر و افرادش، به دست گراز های وحشی کشته می شوند.

## بازیگران
| بازیگر          | نقش              |
| آنتونی هاپکینز  | هانیبال لکتر     |
| جولیان مور      | کلاریس استارلینگ |
| گری اولدمن      | میسون ورگر       |
| ژلیکو ایوانک    | دکتر کوردِل       |
| ایوانو مارسکوتی | کارلو دئوگراسیاس |
| ری لیوتا        | پائول کرندلر     |
| دیوید اندروز    | کلینت پیرسال     |
| فرانکی فیزن     | بارنی متیوز      |
| جانکارلو جانینی | رینالدو پازی     |
| فرانچسکا نری    | آلگرو پازی       |
| انریکو لو ورسو  | گنوکو            |
| --------------- | ---------------- |